# آيت اسليليو (عدرج)
آيت اسليليو هي إحدى مشيخات المملكة المغربية، تتبع جغرافيا لإقليم صفرو وإداريًا لعدرج. يقدر عدد سكانها بـ 2236 نسمة حسب الإحصاء الرسمي للسكان والسكنى لسنة 2004.